# Álvaro Núñez Cobo
Álvaro Núñez Cobo (nascut el 7 de juliol de 2000) és un futbolista professional basc que juga com a lateral dret a l'Elx CF.

## Carrera de club
Núñez va néixer a Bilbao, Biscaia, País Basc, i va fitxar per l'equip de formació Lezama de l'Athletic Club el 2010, procedent del CD Sondika. El 19 de juny de 2018, després d'acabar la seva formació, va ascendir a l'equip infantil CD Basconia de Tercera Divisió.
Núñez va debutar amb el primer equip el 26 d'agost de 2018, com a titular en un empat a 2 a casa contra la SD Deusto. Immediatament va esdevenir titular habitual del Basconia, i va ascendir al filial el maig de 2019, però només va debutar amb ells el 26 de gener de 2020, entrant com a substitut de Jesús Areso en una victòria per 1-0 a casa a la Segona Divisió B contra la Cultural y Deportiva Leonesa.
El 8 de juny de 2022, Núñez va deixar els Lleons, i va signar un contracte d'un any amb el FC Barcelona el 6 de juliol, i fou assignat a l'equip B de la Primera Federació. Tot i ser titular durant la temporada, va rebutjar una renovació de contracte el juny de 2023, i va arribar a un acord amb la SD Amorebieta de la Segona Divisió el 14 de juliol d'aquell any.
Núñez va debutar com a professional el 21 d'agost de 2023, entrant a la segona part com a substitut de Jorge Mier en un empat a 2 fora de casa contra l'Albacete Balompié. Va marcar el seu primer gol com a professional el 3 de setembre, però en una derrota per 3-2 fora de casa contra el RCD Espanyol.
El 27 de juny de 2024, després del descens Armero, Núñez va signar un contracte de dos anys amb l'Elx CF també de segona divisió.

## Vida personal
El seu pare, Carlos, també va ser futbolista a finals dels anys vuitanta i principis dels noranta, jugant principalment a la tercera divisió per a equips com el Bilbao Athletic i la SD Lemona.